# 福阿梅-奥尔内勒
福阿梅-奥尔内勒（法語：Foameix-Ornel，法語發音：[fɔamɛ ɔʁnɛl]）是法国默兹省的一个市镇，属于凡尔登区。该市镇于1972年由原市镇福阿梅（Foameix）和奥尔内勒（Ornel）合并而成。

## 地理
福阿梅-奥尔内勒（49°14'2"N, 5°36'21"E）面积11.07 平方千米，位于法国大東部大區默兹省，该省份为法国西北部内陆省份，北与比利时接壤，西接马恩省和阿登省，南至上马恩省和孚日省，东临默尔特-摩泽尔省。
与福阿梅-奥尔内勒接壤的市镇（或旧市镇、城区）包括：阿梅勒叙莱唐、埃坦、弗罗默泽、然克雷、莫尔热穆兰、瑟农。

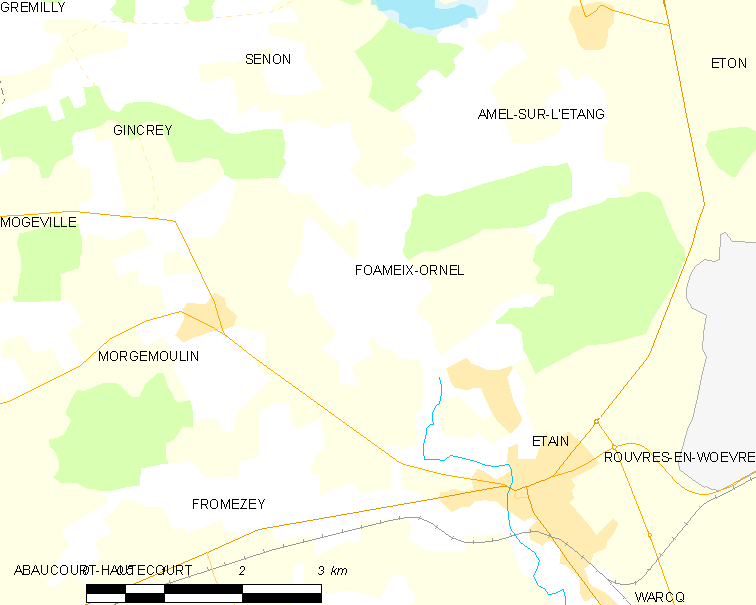
福阿梅-奥尔内勒的OSM定位图

福阿梅-奥尔内勒的时区为UTC+01:00、UTC+02:00（夏令时）。

## 行政
福阿梅-奥尔内勒的邮政编码为55400，INSEE市镇编码为55191。

## 政治
福阿梅-奥尔内勒所属的省级选区为布利尼县。

## 人口

1962-2008年间福阿梅-奥尔内勒人口变化图示

福阿梅-奥尔内勒于2022年1月1日时的人口数量为228人。